# Monts al-Idrissi
Les monts al-Idrissi (Al-Idrisi Montes) sont une chaîne de montagnes située sur Pluton.
Le nom de monts al-Idrissi, proposé par l'équipe de New Horizons d'après le cartographe et géographe arabe Ash-Sharif al-Idrissi (1100-1165/6), est officiellement approuvé par l'Union astronomique internationale le 7 septembre 2017.